# Luis Palacios (Politiker)
Luis Palacios war ein uruguayischer Politiker.
Palacios saß in der 13. Legislaturperiode als Abgeordneter für das Departamento Canelones vom 15. Februar 1879 bis zum 14. März 1881 in der Cámara de Representantes.

## Zeitraum seiner Parlamentszugehörigkeit
- 15. Februar 1879 – 14. März 1881 (Cámara de Representantes, 13.LP)